# Taraxacum turcicum
Taraxacum turcicum là một loài thực vật có hoa trong họ Cúc. Loài này được Soest miêu tả khoa học đầu tiên.